# Fondation pour la recherche médicale
 (septembre 2012).
Si vous disposez d'ouvrages ou d'articles de référence ou si vous connaissez des sites web de qualité traitant du thème abordé ici, merci de compléter l'article en donnant les références utiles à sa vérifiabilité et en les liant à la section « Notes et références ».
Pour les articles homonymes, voir FRM.
La Fondation pour la recherche médicale, ou FRM, est une fondation française créée en 1947 entre autres par les professeurs Jean Bernard, et Jean Hamburger, sur un mode de gestion privée mais reconnue d'utilité publique. Elle a pour missions de soutenir et financer la recherche publique sur toutes les maladies, et d'informer le grand public sur les avancées et les enjeux de la recherche médicale.
Le financement de la FRM est uniquement basé sur les dons, assurances-vie, donations et legs qu'elle reçoit. Elle est labellisée « Don en Confiance » depuis 1990, organisme de contrôle des associations et fondations faisant appel aux dons.

## Histoire
Dès sa création en 1947, l'Association pour la recherche médicale ne s'est pas limitée au financement de la recherche sur une pathologie en particulier mais sur l'ensemble des maladies : maladie d'Alzheimer,, cancers, infarctus, leucémies, diabète, sclérose en plaques, maladie de Parkinson, maladies du vieillissement, maladies infectieuses, maladies orphelines. L'association acquiert le statut de fondation en 1962 à la suite d'un appel à l'aide privée signé par 132 chercheurs et médecins. Elle est reconnue d'utilité publique le 14 mai 1965.

## Découvertes médicales
La FRM a soutenu financièrement plusieurs programmes de recherche qui ont conduit à certaines avancées dans le domaine médical :
- 1983 : Identification d’un gène clé dans la régulation de la pression sanguine[7],[8],
- 1990 – 1991 : Identification de l’anomalie génétique responsable de la leucémie aiguë promyélocytaire[9],
- 2000 : Preuve de l’efficacité de la stimulation cérébrale profonde dans le traitement des formes graves de la maladie de Parkinson[10].
- 2014 : Utilisation de cellules souches dans l’amélioration des fonctions cardiaques après un infarctus du myocarde[11]

## Parrains
Depuis les années 1990, une partie de la communication et de l'appel aux dons se fait grâce à l'action médiatique de parrains et de marraines de la fondation dont notamment Thierry Lhermitte,,,,, Clotilde Courau,, Marina Carrère d'Encausse, Nagui, et Marc Lévy,.
Chaque année, au mois de septembre, elle mène une grande campagne de mobilisation nationale contre la maladie d'Alzheimer pour laquelle plusieurs ambassadeurs s'engagent et appellent au don, notamment M Pokora, Laury Thilleman, Elie Semoun ou encore Tom Villa.

## Ressources
La FRM finance ses actions grâce aux fonds versés par ses donateurs, testateurs et partenaires. Elle ne reçoit pas de fonds étatiques. Elle bénéficie du label « Don en confiance ». 
Les dépenses de la FRM sont contrôlées par un commissaire au compte indépendant. Ce contrôle aboutit à une publication annuelle des comptes certifiés. L’ensemble des rapports d’activité de l’association sont rendus publics et accessibles sur le site Internet de la Fondation. 
Chaque donateur peut demander l’orientation de son don vers un domaine de recherche spécifique.

## Structure
Le conseil de surveillance de la FRM est présidé bénévolement par Denis Duverne qui a succédé à Jacques Bouriez en 2017. Il définit les choix stratégiques en matière de financement de la recherche grâce à un directoire nommé par le conseil de surveillance, qui est composé de trois membres (directeur des affaires scientifiques, directeur du développement et de la communication et directeur administratif et financier). La FRM emploie 42 salariés pour son fonctionnement, mais l'ensemble de ses instances est bénévole.
Le conseil scientifique examine les demandes de financement qui lui sont adressées par le biais des différents appels à projets. Son avis est ensuite transmis au Directoire avant d’être approuvé. Le Conseil scientifique est composé de 32 membres exerçant tous une activité de recherche au sein d’un établissement public ou mixte.

### Présidence
- 1983-2010 : Pierre Joly
- 2010-2017 : Jacques Bouriez[27]
- Depuis septembre 2017 : Denis Duverne[28]

## Données financières
La Fondation pour la recherche médicale a consacré 49 millions d'euros à la recherche médicale en 2023, permettant le financement de près de 400 projets de recherche.